# Rotselaar
Rotselaar is een plaats en gemeente in de Belgische provincie Vlaams-Brabant. De gemeente telt ruim 17.000 inwoners. Rotselaar ligt in het Hageland en staat bekend om het Meer van Rotselaar en de groene omgeving.

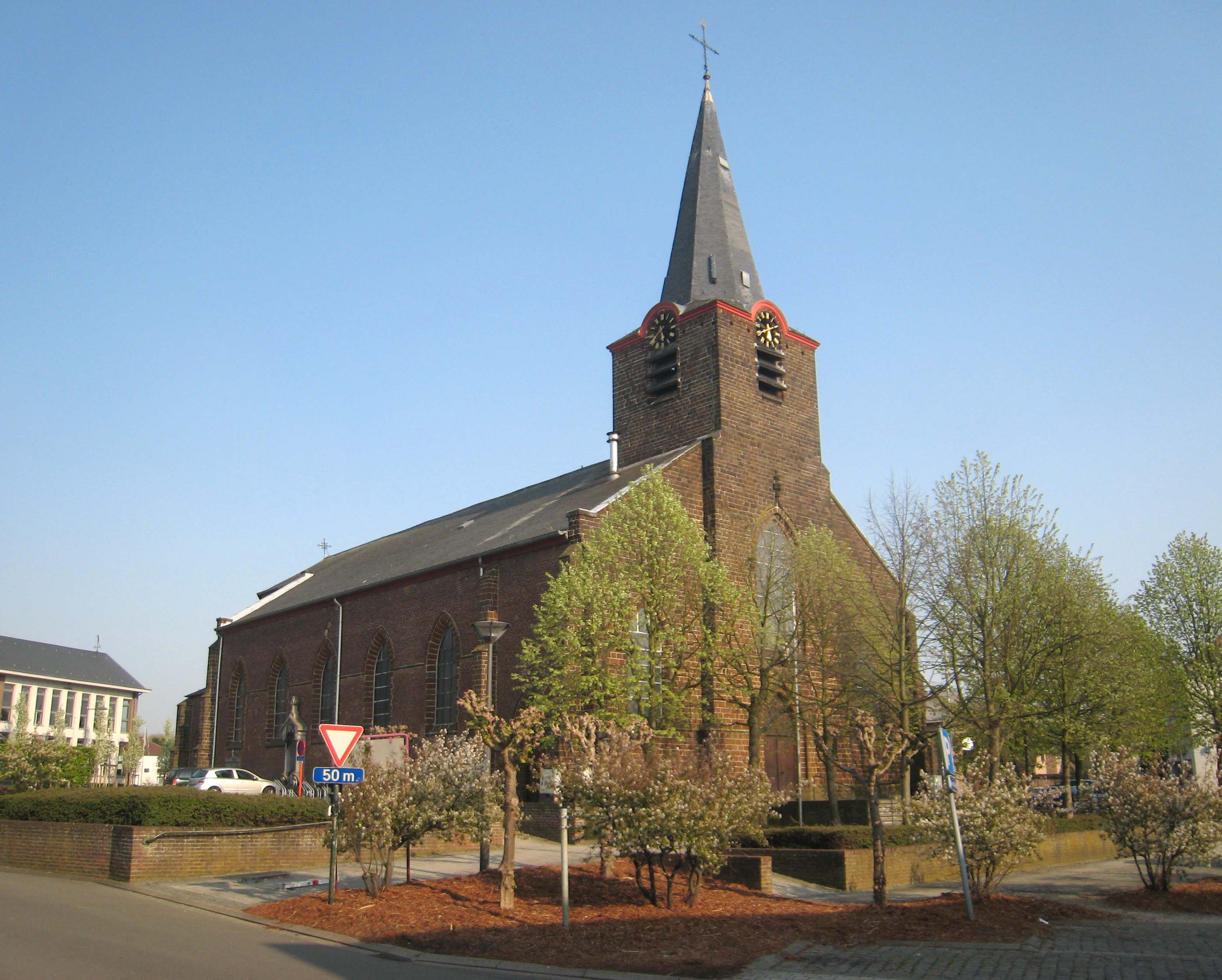
Sint-Pieterskerk

## Kernen
Deelgemeenten van Rotselaar zijn Rotselaar, Werchter en Wezemaal. Binnen de deelgemeente Rotselaar bevindt zich nog het gehucht Heikant.
De gemeente Rotselaar ligt waar 3 streken elkaar raken. Werchter rekent men tot de Zuiderkempen, Heikant en Wezemaal tot het Hageland en Rotselaar tot het Dijleland.

### Deelgemeenten
| # | Naam      | Opp. (km²) | Inwoners (2020) | Inwoners per km² | NIS-code |
| - | --------- | ---------- | --------------- | ---------------- | -------- |
| 1 | Rotselaar | 18,46      | 8.863           | 480              | 24094A   |
| 2 | Werchter  | 10,22      | 3.626           | 355              | 24094B   |
| 3 | Wezemaal  | 8,54       | 4.534           | 531              | 24094C   |

## Bezienswaardigheden
- De Sint-Pieterskerk
- De donjon Terheide
- Het Kasteel Regahof
- Delen van de voormalige Abdij Vrouwenpark, een cisterciënzerinnenabdij
- De Drielindenkapel
- De Onze-Lieve-Vrouw-van-Smartenkapel
- De Onze-Lieve-Vrouw van de Akkerkapel
- De Watermolen van Rotselaar

## Natuur en landschap
Rotselaar ligt op de grens van de Zuiderkempen en het Hageland. De bodem is zandlemig en bevat ook ijzerzandsteen. Ten noorden van Rotselaar stroomt de Demer en in het westen stroomt de Dijle. In het oosten stroomt de Winge met het domein Ter Heide, beter gekend als 'De Plas van Rotselaar'. Die laatste ontstond in 1975 na zandwinning voor de aanleg van de E314. Verder naar het oosten vindt men een aantal getuigenheuvels. Verkavelingen nemen een grote oppervlakte in.

## Demografische ontwikkeling

### Demografische evolutie deelgemeente voor de fusie
- Bronnen:NIS, Opm:1831 tot en met 1970=volkstellingen, 1976= inwonersaantal op 31 december

### Demografische ontwikkeling van de fusiegemeente
Alle historische gegevens hebben betrekking op de huidige gemeente, inclusief deelgemeenten, zoals ontstaan na de fusie van 1 januari 1977.
- Bronnen:NIS, Opm:1831 tot en met 1981=volkstellingen; 1990 en later= inwonertal op 1 januari
- 1846: Afsplitsing van Tremelo in 1837 van deelgemeente Werchter

| Inwoners van jaar tot jaar op 1 januari 1992 tot heden | Inwoners van jaar tot jaar op 1 januari 1992 tot heden | Inwoners van jaar tot jaar op 1 januari 1992 tot heden |
| jaar                                                   | Aantal                                                 | Evolutie: 1992=index 100                               |
| ------------------------------------------------------ | ------------------------------------------------------ | ------------------------------------------------------ |
| 1992                                                   | 13.046                                                 | 100,0                                                  |
| 1993                                                   | 13.357                                                 | 102,4                                                  |
| 1994                                                   | 13.732                                                 | 105,3                                                  |
| 1995                                                   | 13.914                                                 | 106,7                                                  |
| 1996                                                   | 14.193                                                 | 108,8                                                  |
| 1997                                                   | 14.402                                                 | 110,4                                                  |
| 1998                                                   | 14.463                                                 | 110,9                                                  |
| 1999                                                   | 14.564                                                 | 111,6                                                  |
| 2000                                                   | 14.587                                                 | 111,8                                                  |
| 2001                                                   | 14.641                                                 | 112,2                                                  |
| 2002                                                   | 14.677                                                 | 112,5                                                  |
| 2003                                                   | 14.789                                                 | 113,4                                                  |
| 2004                                                   | 14.868                                                 | 114,0                                                  |
| 2005                                                   | 15.003                                                 | 115,0                                                  |
| 2006                                                   | 15.068                                                 | 115,5                                                  |
| 2007                                                   | 15.155                                                 | 116,2                                                  |
| 2008                                                   | 15.289                                                 | 117,2                                                  |
| 2009                                                   | 15.430                                                 | 118,3                                                  |
| 2010                                                   | 15.524                                                 | 119,0                                                  |
| 2011                                                   | 15.761                                                 | 120,8                                                  |
| 2012                                                   | 15.963                                                 | 122,4                                                  |
| 2013                                                   | 16.020                                                 | 122,8                                                  |
| 2014                                                   | 16.169                                                 | 123,9                                                  |
| 2015                                                   | 16.397                                                 | 125,7                                                  |
| 2016                                                   | 16.439                                                 | 126,0                                                  |
| 2017                                                   | 16.624                                                 | 127,4                                                  |
| 2018                                                   | 16.678                                                 | 127,8                                                  |
| 2019                                                   | 16.793                                                 | 128,7                                                  |
| 2020                                                   | 17.024                                                 | 130,5                                                  |
| 2021                                                   | 17.081                                                 | 130,9                                                  |
| 2022                                                   | 17.294                                                 | 132,6                                                  |
| 2023                                                   | 17.499                                                 | 134,1                                                  |
| 2024                                                   | 17.672                                                 | 135,5                                                  |
| 2025                                                   | 17.689                                                 | 135,6                                                  |

## Onderwijs
Het huidige Montfortcollege (ook wel Montfortaans Seminarie genoemd)

## Evenementen
Tijdens de Eerste Wereldoorlog werd er hevig slag geleverd aan de Dijle in de buurt van de watermolen. Deze gebeurtenis wordt jaarlijks in september herdacht.

## Economie
In Wezemaal zijn er sinds enkele jaren opnieuw wijngaarden. In het vroegere gemeentehuis is er een informatiecentrum over de Hagelandse wijnteelt.

## Politiek

### Voormalige burgemeesters
| Periode | Periode    | Burgemeester                |
| ------- | ---------- | --------------------------- |
|         | 1977-1988  | Henri Storms (CVP)          |
|         | 1989-1991  | Marcel Van Goolen (PVV)     |
|         | 1992-1994  | Pol Verhaegen (SP)          |
|         | 1995-2018  | Dirk Claes (CVP / CD&V)     |
|         | 2019-heden | Jelle Wouters (CD&V / ROX ) |

### 2025–2030

#### Schepencollege
| Functie en bevoegdheden | Naam             | Partij | Partij |
| --- | ---------------- | ------ | ------ |
| Burgemeester Algemene coördinatie beleid, veiligheid, politie, brandweer, rampenbestrijding, ruimtelijke ordening, personeel, communicatie, participatie, evenementen                              | Jelle Wouters    |        | ROX    |
| Eerste schepen Openbare Werken, mobiliteit, begraafplaatsen, jeugd, kinderopvang, gezinsbeleid | Nele Demuynck    |        | ROX    |
| Tweede schepen Cultuur, bibliotheek, buurtwerking, vrijwilligerswerking, toerisme, erfgoed, ondernemen en lokale economie, landbouwbeleid                                                          | Bart De Vos      |        | N-VA   |
| Derde schepen Financiën, autonoom gemeentebedrijf, recreatiedomeinen, wonen, kunstonderwijs, ICT, erediensten, patrimonium, administratieve vereenvoudiging                                        | Patrick Vervoort |        | ROX    |
| Vierde schepen Onderwijs, sport, gezondheidsbeleid, milieu, klimaat, afvalbeleid, dierenwelzijn, duurzaamheid en ontwikkelingssamenwerking                                                         | Ellen De Rijck   |        | ROX    |
| Vijfde schepen Voorzitter bijzonder comité voor de sociale dienst, sociaal Beleid, senioren, integratie, gelijke kansen en diversiteitsbeleid, personen met een handicap, burgerlijke stand, leven | Tessa Heylighen  |        | ROX    |

#### Gemeenteraad
De gemeenteraad bestaat uit:
- ROX: Jelle Wouters, Patrick Vervoort, Nele Demuynck, Ilse Michiels, Ellen De Rijck, Kris Uytterhoeven, Lieve De Bondt, Tessa Heylighen, Ann Van Criekinge, Cindy Ryckmans, Christof De Coux, Brent Gomand, Nancy Goossens
- N-VA: Piet De Bruyn, Bart De Vos, Elke Wollants, Tine Vanderwee
- Nova-Rock: Nico Lodewijks, Heidi Pittomvils, Els Wouters
- Anders: Jeroen Janssens, Farida Tierens, Maarten Mommaerts
- Groen: Liesbet Serneels
- Vlaams Belang: Sven Weenen [5]

Voorzitter gemeenteraad: Ilse Michiels (ROX)

#### 2013-2018
Burgemeester is Dirk Claes (CD&V). Hij leidt een coalitie bestaande uit CD&V en Open Vld. Samen vormen ze de meerderheid met 15 op 25 zetels.

#### 2019-2024
Burgemeester is Jelle Wouters (CD&V). Hij leidt een coalitie bestaande uit CD&V en N-VA. Samen vormen ze de meerderheid met 15 zetels op 25. 
In 2023 werd lokale afdeling van CD&V een politieke beweging genaamd ROX die ook onafhankelijke mensen wil aantrekken die niet persé het gedachtegoed van CD&V hebben.
Enkele weken later kondigde Vooruit en Open VLD samen met onafhankelijke kandidaten een nieuwe politieke lijst aan genaamd Nova-Rock.

#### 2024 - 2030
Na de verkiezingen van 2024 heeft ROX een absolute meerderheid maar besloot om de coalitie met N-VA gewoon verder te zetten samen hebben ze 17 van de 25 zetels.

### Resultaten gemeenteraadsverkiezingen sinds 1976
| Partij of kartel     | Partij of kartel                                | 10-10-1976 | 10-10-1976 | 10-10-1982 | 10-10-1982 | 9-10-1988 | 9-10-1988 | 9-10-1994 | 9-10-1994 | 8-10-2000 | 8-10-2000 | 8-10-2006 | 8-10-2006 | 14-10-2012 | 14-10-2012 | 14-10-2018 | 14-10-2018 | 13-10-2024 | 13-10-2024 |
| Stemmen / Zetels     | Stemmen / Zetels                                | %          | 21         | %          | 21         | %         | 21        | %         | 21        | %         | 23        | %         | 25        | %          | 25         | %          | 25         | %          | 25         |
| -------------------- | ----------------------------------------------- | ---------- | ---------- | ---------- | ---------- | --------- | --------- | --------- | --------- | --------- | --------- | --------- | --------- | ---------- | ---------- | ---------- | ---------- | ---------- | ---------- |
|                      | CVP1/ CD&V+N-VAA/ CD&V2/ ROX3                   | 25,931     | 6          | 37,251     | 11         | 43,361    | 10        | 38,891    | 9         | 42,61     | 12        | 48,32A    | 14        | 39,402     | 12         | 34,62      | 10         | 40,83      | 13         |
|                      | VU1/ EendrachtB/ VU&ID2/ CD&V+N-VAA/ N-VA3      | 7,381      | 1          | 9,231      | 1          | 22,44B    | 5         | 25,41B    | 5         | 6,942     | 1         | 48,32A    | 14        | 20,993     | 5          | 17,93      | 5          | 16,93      | 4          |
|                      | PVV1/ EendrachtB/ VLD2/ Open Vld3/ Nova-RockC   | 10,131     | 1          | 11,871     | 2          | 22,44B    | 5         | 25,41B    | 5         | 17,95B    | 4         | 18,832    | 5         | 14,513     | 3          | 14,73      | 3          | 13,4C      | 3          |
|                      | SP1/ sp.a-spirit2/ sp.a3/ Nova-RockC            | 16,991     | 4          | 12,271     | 2          | 26,011    | 5         | 28,331    | 6         | 16,951    | 4         | 12,112    | 2         | -          |            | 8,33       | 1          | 13,4C      | 3          |
|                      | Agalev1/ Groen!-sociaal2/ GroenSociaal3/ Groen4 | -          |            | -          |            | 8,191     | 1         | 7,371     | 1         | 8,851     | 1         | 9,922     | 2         | 10,533     | 2          | 11,94      | 3          | 8,44       | 1          |
|                      | anders                                          | -          |            | -          |            | -         |           | -         |           | -         |           | -         |           | 14,57      | 3          | 12,6       | 3          | 12,7       | 3          |
|                      | Vlaams Blok1/ Vlaams Belang2                    | -          |            | -          |            | -         |           | -         |           | 6,721     | 1         | 10,822    | 2         | -          |            | -          |            | 5,92       | 1          |
|                      | DB                                              | -          |            | 15,94      | 4          | -         |           | -         |           | -         |           | -         |           | -          |            | -          |            | -          |            |
|                      | GB                                              | -          |            | 9,08       | 1          | -         |           | -         |           | -         |           | -         |           | -          |            | -          |            | -          |            |
|                      | CENPAR                                          | 20,59      | 5          | -          |            | -         |           | -         |           | -         |           | -         |           | -          |            | -          |            | -          |            |
|                      | GBRWW                                           | 19,0       | 4          | -          |            | -         |           | -         |           | -         |           | -         |           | -          |            | -          |            | -          |            |
| Anderen(*)           | Anderen(*)                                      | -          |            | 4,35       | 0          | -         |           | -         |           | -         |           | -         |           | -          |            | -          |            | 1,8        | 0          |
| Totaal stemmen       | Totaal stemmen                                  | 7398       | 7398       | 8303       | 8303       | 8930      | 8930      | 9908      | 9908      | 10578     | 10578     | 11182     | 11182     | 11576      | 11576      | 12114      | 12114      | 9232       | 9232       |
| Opkomst %            | Opkomst %                                       |            |            |            |            | 95,56     | 95,56     | 94,36     | 94,36     | 94,28     | 94,28     | 95,76     | 95,76     | 92,49      | 92,49      | 93,5       | 93,5       | 67,3       | 67,3       |
| Blanco en ongeldig % | Blanco en ongeldig %                            | 3,08       | 3,08       | 4,52       | 4,52       | 3,92      | 3,92      | 5,26      | 5,26      | 5,02      | 5,02      | 4,19      | 4,19      | 3,61       | 3,61       | 3,6        | 3,6        | 0,6        | 0,6        |

De rode cijfers naast de gegevens duiden aan onder welke naam de partijen telkens bij een verkiezing opkwamen.

De zetels van de gevormde meerderheid staan vetjes afgedrukt. De grootste partij is in kleur.

(*) 1982: NIEUW (4,35%) / 2024: Voor U (1,8%)

## Partnersteden
- Bad Gandersheim (Duitsland)

## Geboren
- Agnes Pardaens (1956), atlete

## Nabijgelegen kernen
Werchter, Heikant, Wezemaal, Holsbeek, Wilsele-Putkapel, Wijgmaal, Wakkerzeel
Aarschot · Affligem · Asse · Beersel · Begijnendijk · Bekkevoort · Bertem · Bever · Bierbeek · Boortmeerbeek · Boutersem · Diest · Dilbeek · Drogenbos · Geetbets · Glabbeek · Grimbergen · Haacht · Halle · Herent · Hoegaarden · Hoeilaart · Holsbeek · Huldenberg · Kampenhout · Kapelle-op-den-Bos · Keerbergen · Kortenaken · Kortenberg · Kraainem · Landen · Lennik · Leuven · Liedekerke · Linkebeek · Linter · Londerzeel · Lubbeek · Machelen · Meise · Merchtem · Opwijk · Oud-Heverlee · Overijse · Pajottegem · Pepingen · Roosdaal · Rotselaar · Scherpenheuvel-Zichem · Sint-Genesius-Rode · Sint-Pieters-Leeuw · Steenokkerzeel · Ternat · Tervuren · Tielt-Winge · Tienen · Tremelo · Vilvoorde · Wemmel · Wezembeek-Oppem · Zaventem · Zemst · Zoutleeuw

België: Provincies · Gemeenten